# Potres v Išikavi (2024)
1. januarja 2024 ob 16:10 JST (07:10 UTC) se je zgodil potres z magnitudo MW 7,5 in epicentrom 7 km S-SZ od polotoka Noto v prefekturi Išikava na Japonskem. To je največji potres na Japonskem po potresu v Ogasavari leta 2015.
Japonska meteorološka agencija (JMA) je ta potres uradno imenovala za potres na polotoku Noto (japonsko 令和6年能登半島地震, Hepburn Reiwa 6-nen Noto-hantō Jishin) . Zaradi potresa so oblasti tudi izdale prvo večje opozorilo pred večjim cunamijem na Japonskem po potresu v Tōhokuju leta 2011, vzdolž obal Japonskega morja so opazili cunami z višinami več kot 12 m.

## Tektonske okoliščine
Severovzhodni del polotoka Noto je že tri leta podvržen potresnim rojem; potres je največji dogodek v tem roju doslej, saj je presegel potres v Išikavi z močjo Mw 6,3 iz maja 2023. V regiji Japonskega morja je to najmočnejši potres po letu 1983.
Japonska leži na konvergentni meji med Tihimoceansko, Filipinsko, Okhotsko in Amursko ploščo. Vzdolž vzhodne in jugovzhodne obale otoškega loka se subdukcija Pacifiške in Filipinske morske plošče dogaja v Japonskem in Nankajskem jarku. Zahodna obala Honšuja, ki meji na Japonsko morje, je konvergentna meja v smeri sever–jug in naj bi bila začetno subdukcijsko območje, ki je sicer sestavljeno iz proti vzhodu padajočih narivnih prelomov. Konvergentna tektonika se v regiji pojavlja že od konca pliocena. Potresi in cunamiji nastajajo na mejnih narivnih prelomih z magnitudami v razponu od 6,8 do 7,9. Večji potresi in cunamiji vzdolž te meje so se zgodili v letih 1741, 1833, 1940, 1964, 1983 in 1993, čeprav je izvor cunamija leta 1741 še vedno tema akademskih razprav.

## Potres
Ameriški geološki zavod (USGS) je za ta potres podal oceno o navorni magnitudi 7,5 in globini žarišča 10 km. Japonska meteorološka agencija je zabeležila magnitudo MJMA 7,6. Globina žarišča glavnega sunka je ustrezala plitvim reverznim prelomom vzdolž severovzhodne ravnine, ki pada proti severozahodu ali jugovzhodu in se sicer dogaja vzdolž konvergentne meje med Ohotsko ploščo in Amursko ploščo. Predpotresni sunek z magnitudo 5,5 je udaril štiri minute pred glavnim sunkom, medtem ko je popotresni sunek z magnitudo 6,2 udaril devet minut kasneje. Po potresu je bilo zabeleženih približno 150 popotresnih sunkov, vsaj sedem jih je zabeležilo magnitudo 5,0 in več.
Po modelu končnih prelomov, ki ga je izdal USGS, je potresni pretrg dolg približno 200 km, razteza se jugovzhodno od polotoka Noto do otoka Sado vzdolž preloma jugovzhodnih smeri. Območji največjega zdrsa sta se pojavila severovzhodno in jugozahodno od hipocentra z največjim zmikom 3,67 m. Med polotokom in otokom Sado se je pojavilo drugo območje zdrsa, ki je povzročilo zdrs v velikosti 1,86 m. Prelom verjetno poteka proti morskemu dnu.
Japonski urad za geoprostorske informacije je dejal, da se je kopno pri Wajimi premaknilo za največ 1,3 m proti zahodu. Pri Anamizuju se je zemlja premaknila za 1 proti zahodu. Agencija je dejala, da sta lahko ta dva premika tal posledica lokalnih dejavnikov.

### Intenzivnost
Največja potresna intenziteta je bila 7 (Shindo 7), kar dosega najvišjo stopnjo na lestvici potresne jakosti Japonske meteorološke agencije, to pa je tudi prvi potres take jakosti po letu 2018. Največja intenzivnost je bila zabeležena v Šiki v prefekturi Išikava. Intenzivnost 6+ je bila zabeležena v Nanau, Wajimi, Suzuju in Anamizuju. Intenzivnost 6– je bila zabeležena v Nagaoki v prefekturi Niigata ter v Nakanoti in Noti v Išikavi. Potres so čutili tudi prebivalci v Tokiu, vsej regiji Kanto, v prefekturi Aomori na severnem koncu Honšuja ter na Kjušuju na jugu države.
JMA je tudi poročala, da je regija Noto v prefekturi Išikava zabeležila najvišjo možno intenzivnost dolgotrajnega gibanja tal (LPGM) 4.
Največja potresna intenziteta je bila 7 (Shindo 7), kar dosega najvišjo stopnjo na lestvici potresne jakosti Japonske meteorološke agencije, to pa je tudi prvi potres take jakosti po letu 2018. Največja intenzivnost je bila zabeležena v Šiki v prefekturi Išikava. Intenzivnost 6+ je bila zabeležena v Nanau, Wajimi, Suzuju in Anamizuju. Intenzivnost 6– je bila zabeležena v Nagaoki v prefekturi Niigata ter v Nakanoti in Noti v Išikavi. Potres so čutili tudi prebivalci v Tokiu, vsej regiji Kanto, v prefekturi Aomori na severnem koncu Honšuja ter na Kjušuju na jugu države.
JMA je tudi poročala, da je regija Noto v prefekturi Išikava zabeležila najvišjo možno intenzivnost dolgotrajnega gibanja tal (LPGM) 4.

## Cunami

### Japonska
Za velike dele zahodne japonske obale, od prefekture Hokaido do prefekture Nagasaki, je bilo takoj po potresu izdano opozorilo pred cunamijem, izdani pa so bili ukazi o evakuaciji v prefekturah Išikava, Niigata, Tojama in Jamagata . Zaradi potresa je bilo izdano opozorilo pred večjim cunamijem, ki je bilo prvo po potresu Tōhoku leta 2011. Javni izdajatelj NHK je dejal, da je mogoče pričakovati cunami, velik 5 m, čeprav so Japonsko dosegli manjši valovi. Pacifiški center za opozarjanje pred cunamiji je dejal, da so nevarni cunamiji možni v območju 300 km od epicentra. Ukaz za evakuacijo je zajel 62.000 ljudi, od katerih je 1.000 evakuiranih našlo zavetje v bazi japonskih zračnih samoobrambnih sil v Wajima v prefekturi Ishikawa . 
Prvi valovi so prispeli okoli 16:21, v Wajimi so dosegli višino 1,2 m. 90 cm visok cunami je zadel Kanazavo, cunami z višino 80 cm je dosegel prefekturo Tojama in Sakato v prefekturi Jamagata. Valove z višino 50 cm so zabeležili v Nanau in Curugi, medtem ko so na Kašivazakiju, Tojooki, Tobišimi in Sadu zabeležili 40 cm valove. V mestu Tojama so zabeležili 0,5 m visok val. Na Hokaidu so v Setani izmerili 60 cm val, medtem ko so otok Okuširi zadeli 50 cm valovi.
V Suzuju je domove odplaknilo s temeljev in jih odrinilo dlje v notranjost. Cunami je prevrnil številne ribiške ladje in nekatere odnesel na kopno. Helikopterski prelet mesta je preko kamere prikazoval razrušenje zgradb. Po poročanju prebivalca je cunami poplavil mesto, pobiral avtomobile in odpadke; po njegovih ocenah je bil val visok 3 m. Guverner prefekture Išikava Hiroši Hase je dejal, več kot 100 m v notranjost. V Šiki je cunami dosegel pristanišče ob 17.40.
V četrti Naoetsu v Niigati je cunami poškodoval zgradbe.
Opozorilo pred velikim cunamijem je bilo ob 20.30, približno 4 ure po potresu, znižano na opozorilo pred cunamijem. Ta opozorila pred cunamijem so bila pozneje znižana na samo opozorila, ki so bila nazadnje preklicana 2. januarja ob 10:01, približno 18 ur po potresu.

### Drugod ob Japonskem morju
Obale province Gangwon in Pohang v Južni Koreji bi lahko, po poročanjih korejske meteorološke uprave, doživele bistveno rast gladine morja. Vzdolž vzhodne obale države so bili med 18:29 in 19:17 po lokalnem času pričakovani valovi višine 0,3 m.  Po kasnejših poročanjih je prišlo do 0,45 m cunamija v Gangwonu. Muko naj bi okrog 20:00 po lokalnem času zadel 0,85 m visok val. Cunami z višino 0,66 m je bil zabeležen v Uljinu; 0,45 m v Sokčoju in 0,39 m v Gangneungu. Šlo naj bi za prvi cunami nad 0,5 m v državi po letu 1993. Po poročanju tiskovne agencije Yonhap, ki se sklicuje na severnokorejski državni radio, je bilo izdano opozorilo pred 2,08 m visokim cunamijem, ki bi lahko zadel vzhodno obalo države.
Opozorila za cunami, ki naj bi po ocenah dosegel 1 m višine, so bila izdana tudi v Rusiji, zlasti vzdolž zahodne obale otoka Sahalin, kjer naj bi potekale tudi evakuacije. Slednjo trditev je Rusija kasneje zanikala. Opozorila pred cunamijem so razglasili tudi v Vladivostoku in Nahodki. Rusko ministrstvo za izredne razmere je sporočilo, da so reševalne ekipe pripravljene na spopadanje z možnimi posledicami cunamija. Mestne oblasti v Vladivostoku so kasneje dejale, da cunamija niso opazile, medtem ko je v Nahodki cunami minil skoraj neopazno.

## Vpliv
Vseh 48 zabeleženih smrtnih žrtev je bilo v Išikavi, pripisali so jih podiranju hiš. Dvajset ljudi je umrlo v Suzuju, 19 v Wajimi, pet v Nanau, dva v Anamizuju in po eden v Hakuiju in Šiki. V sedmih prefekturah je bilo ranjenih skupaj sto devet ljudi.
V Wajimi se je porušilo najmanj 50 hiš. Okoli 17. ure je v mestu zagorelo. Zaradi poškodovanih cest gasilci niso mogli pogasiti ognjenih zubljev, ki so po ocenah zajeli okoli 200 zgradb, vključno s številnimi domovi. V Wajimi je bilo poškodovanih okrog 30 ljudi, medtem ko so o veliko več poškodovanih poročali v Suzuju, kjer je številne hiše prav tako zajel ogenj. V Wajimi so porušene stavbe ujele vsaj 14 ljudi, lokalne intervencijske službe so poročale o številnih poškodbah. Tiskovni predstavnik mestne bolnišnice Wajima je dejal, da so imeli ljudje zaradi padajočih predmetov številne zlomljene kosti. V Šiki sta se zrušili dve hiši. Poleg dveh smrtnih žrtev je bila ena oseba poškodovana. V Anamizuju je bila ena oseba nezavestna, zrušilo se je devet zgradb. V Suzuju se je porušilo 53 hiš. V goratih delih polotoka so se pojavljali zemeljski plazovi.
Nekaj hiš v Širomaruju je uničil požar, cunami pa je naplavil ruševine na ulice. Na pisti letališča Noto so se pojavile desetmetrske razpoke, poškodovan je bil tudi terminal letališča. Delovanje letališča je ustavljeno. Dostopne ceste do letališča so bile blokirane, okoli 500 potnikov pa je ostalo ujetih v objektu.
Najmanj 18 ljudi v prefekturi Tojama je bilo poškodovanih, od tega osem po tem, ko se je v mestu Tojama zrušil strop igričarskega salona. Poškodovanih je bilo več kot 100 zgradb. V prefekturi Niigata je bilo ranjenih 19 ljudi, številne zgradbe so se zrušile, ceste so poškodovane. V prefekturi so poročali o enem primeru srčnega zastoja pri starejši osebi, kar je verjetno povezano s potresom. V prefekturi Fukui je šest ljudi utrpelo lažje poškodbe. O dveh poškodbah so poročali tudi v prefekturah Osaka in Hjogo, medtem ko je bila še ena oseba poškodovana v prefekturi Gifu.
V mestih Himi in Ojabe v prefekturi Tojama so poročali o razpokanih cestah in pokvarjenih vodovodih. V mestu Niigata je prišlo do utekočinjenja zemljine; popokale so tudi kanalizacijske cevi, številni domovi so ostali brez vode. V Šiki so po potresu delili vodo po šest litrov na osebo. Poškodovanih je bilo trideset domov, večina v mestu Niši-ku. Škodo je utrpelo tudi svetišče Onohijoši v Kanazavi. Na glavni hitri cesti med Tojamo in Kanazavo se je sprožil zemeljski plaz, ki je odnesel nekaj sto metrov cestišča.
NTT Docomo, Rakuten Mobile, Softbank in KDDI so poročali o motnjah v telekomunikacijskih in internetnih storitvah v prefekturah Išikava in Niigata, v potresu so bili poškodovani objekti NTT West. V jedrski elektrarni Šika je prišlo do eksplozije v bližini transformatorja reaktorja št. 2, medtem ko se je transformator v reaktorju št. 1 ustavil zaradi razlitja nafte. Najmanj 36.000 gospodinjstev je po potresu ostalo brez elektrike.

## Odzivi
Premier Fumio Kišida je napovedal ustanovitev posebnega urgentnega centra za zbiranje in širjenje informacij o potresu in cunamiju. Obrambni minister Minoru Kihara je napovedal posredovanje japonskih samoobrambnih sil (JSDF). Pozneje je napovedal napotitev 1000 pripadnikov JSDF, 8500 drugih je v pripravljenosti. Približno 20 letal JSDF je bilo poslanih tudi za pregled škode.
Električarska podjetja so sporočila, da pregledujejo svoje jedrske elektrarne za morebitnimi nenormalnosti. Tako podjetji Kansai kot Hokuriku sta pozneje sporočili, da ni bilo nobenih nepravilnosti. Reaktorji jedrske elektrarne Šika v prefekturi Išikava so bili v času potresa zaprti zaradi pregledov. Japonski urad za jedrsko regulacijo v elektrarnah ob obali Japonskega morja ni našel nepravilnosti. Generatorja v termoelektrarni Nanao Ota v Nanau. sta bila zaustavljena.
Šinkansen je bil po potresu prekinjen v osrednjem in vzhodnem delu Japonske, zaradi česar je 1400 potnikov na štirih ustavljenih vlakih preživelo približno 11 ur. Med tistimi, ki so obtičali na hitrih vlakih, je bil gruzijski veleposlanik na Japonskem Teimuraz Lezhava. Lokalni železniški promet je bil prav tako ustavljen za do 24 ur po potresu, na hitrih vlakih je tako obtičalo približno 1400 potnikov. Na prizadetih območjih so bile zaprte tudi nekatere avtoceste. Nippon Airways in Japan Airlines sta odpovedali lete v prefekture Tojama, Išikava in Niigata.
Zaradi potresa je bil odpovedan letni novoletni nastop cesarja Naruhita.
Tajvanski predsednik Caj Ing-Ven, filipinski predsednik Bongbong Marcos, predsednik ZDA Joe Biden, britanski premier Rishi Sunak in avstralski premier Anthony Albanese so izrazili sožalje in ponudili pripravljenost pomagati Japonski. Oborožene sile Filipinov so prav tako ponudile sodelovanje z JSDF pri odzivu na potres.

## Posledice
2. januarja zvečer je na letališču Haneda v Tokiu pristajalo letalo Japan Airlines in pri tem trčilo v letalo japonske obalne straže, ki bi moralo dostaviti humanitarno pomoč žrtvam potresa. Vseh 379 ljudi na krovu potniškega letala je bilo varno evakuiranih, ena oseba na krovu letala obalne straže se je rešila, medtem ko je preostalih pet članov posadke pogrešanih.